# Electrodo de trabajo

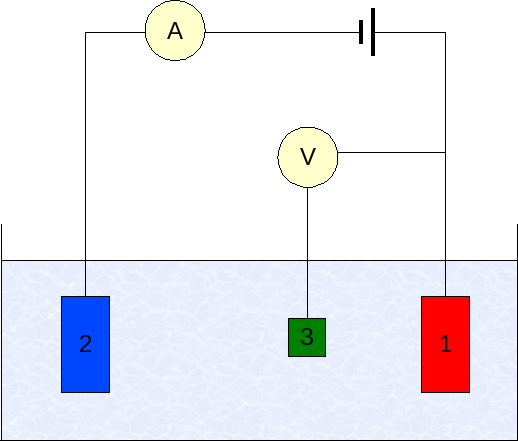
Esquema del funcionamiento de un electrodo de trabajo

El electrodo de trabajo es el electrodo en un sistema electroquímico en el que está ocurriendo la reacción de interés.  El electrodo de trabajo se utiliza a menudo en combinación con un electrodo auxiliar, y un electrodo de referencia en un sistema de tres electrodos. Dependiendo de si la reacción en el electrodo es una reducción o una oxidación, el electrodo de trabajo puede ser contemplado como catódico o anódico. La mayoría de los electrodos de trabajo consisten en metales inertes, como oro, plata o platino, carbón inerte como carbón vítreo o carbón pirolítico, electrodos de gota de  mercurio y electrodos de película.

## Tipos especiales de electrodos de trabajo
- Ultramicroelectrodo (UME)
- Electrodo de disco rotatorio (RDE)
- Electrodo de anillo-disco rotatorio (RRDE)
- Electrodo de gota suspendida de mercurio (HDME)
- Electrodo de gota de mercurio (DME)